# 东京大学
東京大學（日语：／ Tōkyō daigaku */?）简称東大（／ Tōdai或UTokyo），是一所位于日本东京的国立综合性研究型大学，亦是公认的日本最高學府。
东京大学成立於1877年，是日本第一所現代學制綜合大學，前身是幕末時期創辦的東京開成學校與東京醫學校。歷1886年更名「帝國大學」，1897年易名「東京帝國大學」後，1947年復用現名。2004年依法改制國立大學法人。2017年成为首批「指定國立大學法人」。

## 學術

### 憲章

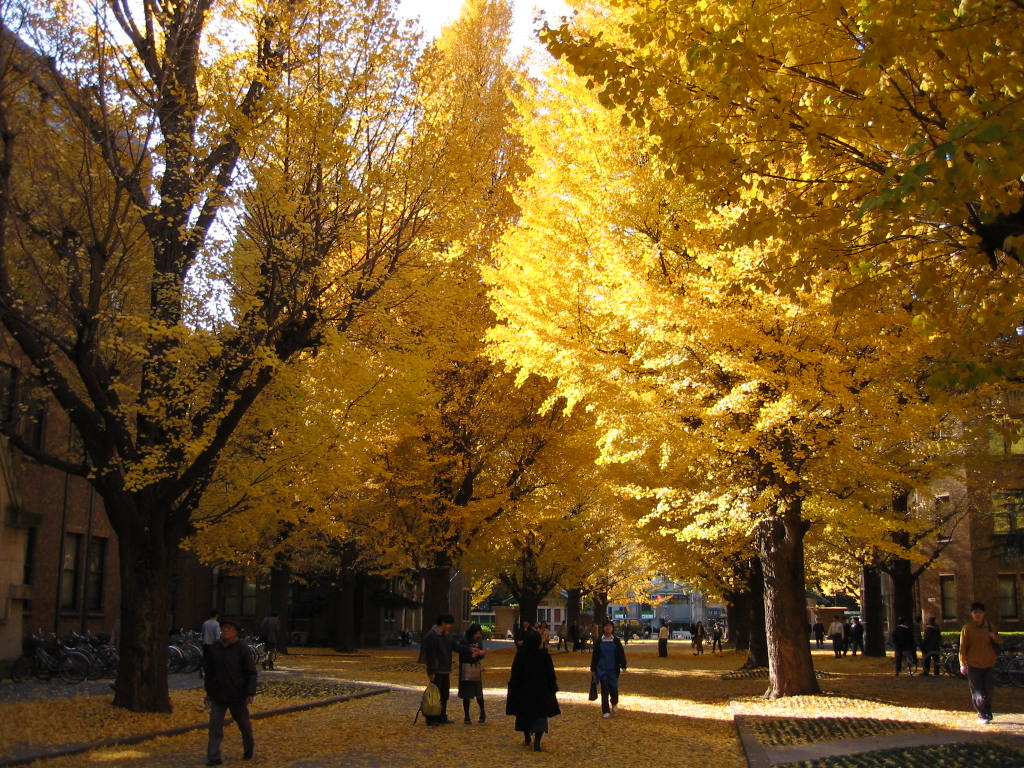
東京大學校園的銀杏

東京大學沒有特別彰明其文化的創校精神。但在國立大學法人化之後，制定了《東京大學憲章》。憲章由校內會議議定，明定東大做為「大學」的使命和明確目標。強調以博雅教育（教養學部）做為全校學部（學院）教育的基礎。

### 教育與研究

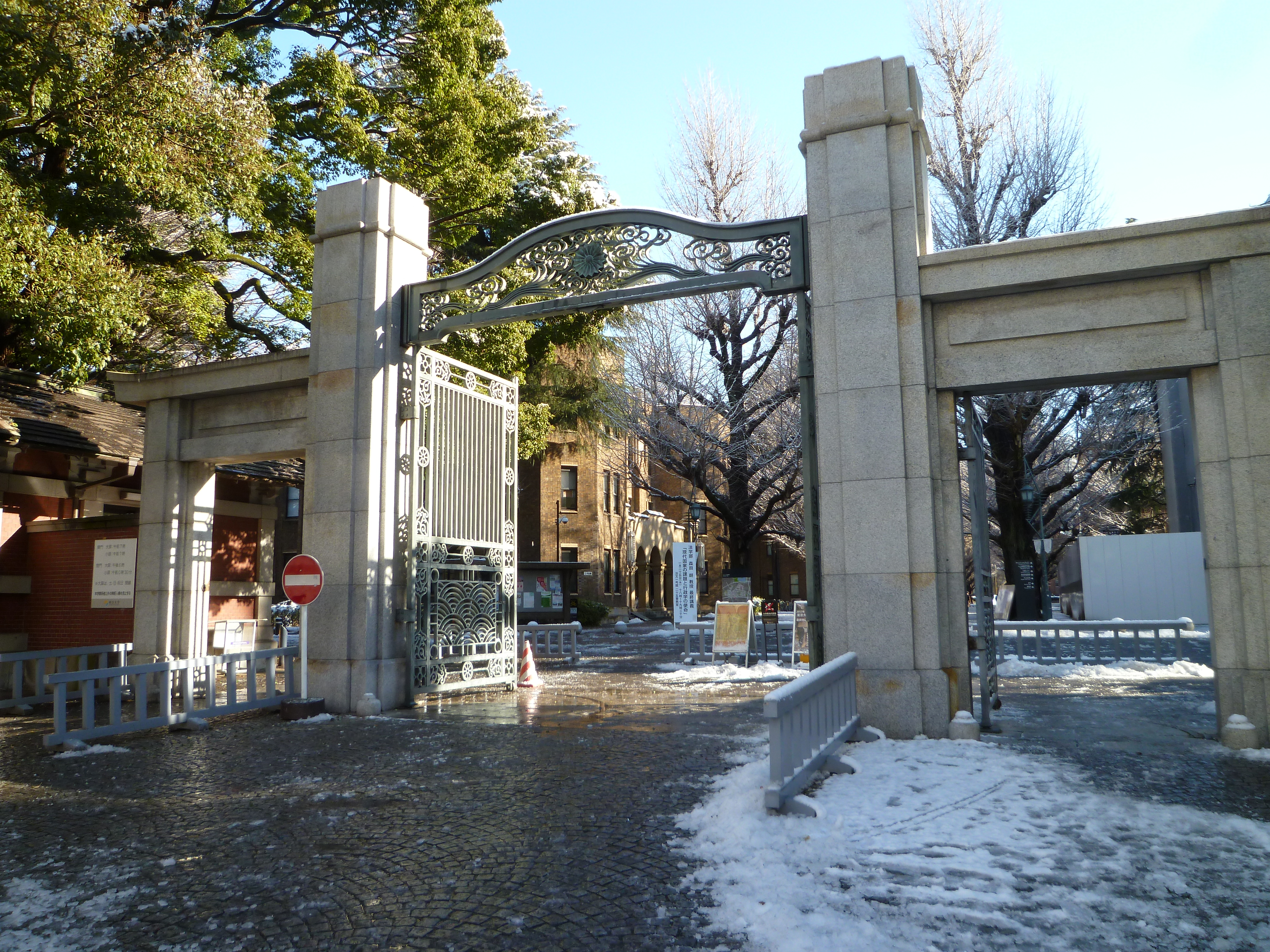
東京大學本郷校區正門

#### 校區分立制
東京大學3個校區擁有不同的教育、研究內容。在教育方面，分別是實施博雅課程的「駒場校區」、進行專業教育的「本鄉校區」、主要進行大學院（研究生）課程教育的「柏校區」。在研究內容方面，依次為進行跨領域研究、傳統領域研究、新領域研究。在日本，東大的校區分立體制、大學新鮮人獨立博雅教育（教養學部）課程，都是非常罕見的特例。

#### 博雅教育
重视博雅教育是东京大学的一大特征。在教养学部前期课程设有东大全学部・研究科・研究所的教养教育科目。同时在日本大学教育支援计划中，东大主推“教养教育与大学院先端研究创造性地联合推进”，可见其作为大学对于教养教育的重视。

#### 獲獎
截至2018年10月9日為止，共有10名東大教職員及校友獲得諾貝爾獎，獲東大學位者11人、具東大關聯者16人為諾貝爾獎得主。

### 排名
QS世界大学排名
日本第1名．亚洲第6名．世界第24名 （2021年）
泰晤士高等教育世界大学排名
日本第1名．亞洲第4名．世界第36名 （2021年）

## 沿革
明治维新后政府将原幕府直属的昌平坂学问所、开成所、医学所统合建立了大学校。由于国儒学与西洋学之争于1871年（明治4年）废除了原教授国儒学的大学本校（原昌平坂学问所），将其余2校改称为南校、东校。随后经历了东京开成学校、东京医学校的改组于1877年（明治10年）4月12日合并创立为文部省管辖的官立东京大学。4月12日是现在的东京大学纪念日，同时也会在此日举行入学式。起初仅为设有法、理、文、医四学部及预备门，学生人数约1600人的专业教育、普通教育机构。虽为日本最早的近代大学，但具备学士学位授予权晚于1876年（明治9年）创立的札幌农学校（今北海道大学），是日本第二古老的高等教育机关。
1886年（明治19年）根据帝国大学令改称为帝国大学，同时吸收合并了工部大学校变为法、理、文、医、工5科。将预备门分离为第一高等中学校（旧制第一高等学校）。1890年（明治23年）吸收合并东京农林大学，设立农业大学。1897年（明治30年）随着京都帝国大学（京都大学）的设立更名為东京帝国大学。1919年（大正8年）根据大学令改制为学部制，并新设经济学部。

二战后于1947年（昭和22年）10月更名为东京大学，1949年（昭和24年）5月改制为新制国立大学。同时吸收合并第一高等学校与东京高等学校，各自变更为其教养学部及教育学部。1953年（昭和28年）设立大学院，1958年（昭和33）年设立药学部。

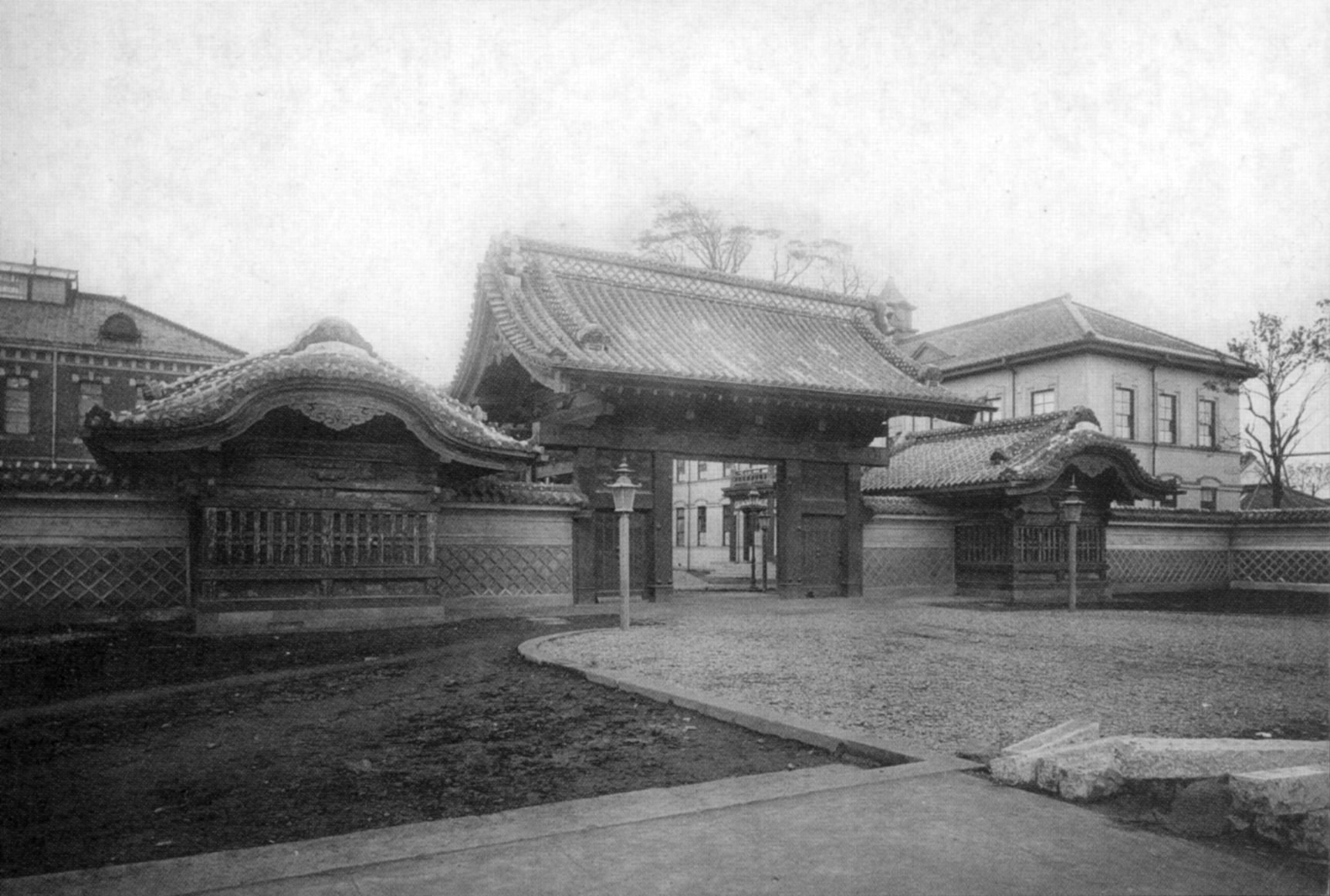
赤門（1910年頃撮影）
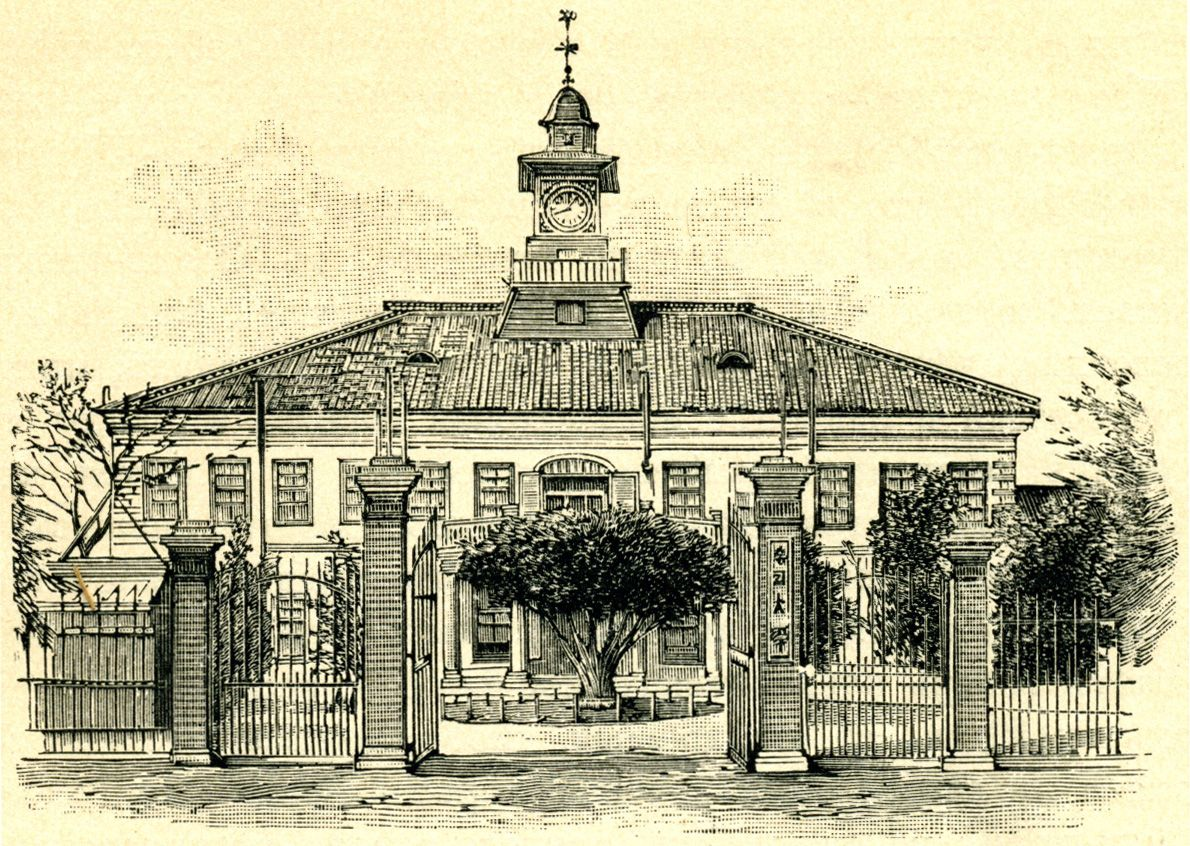
1902年（明治35年）
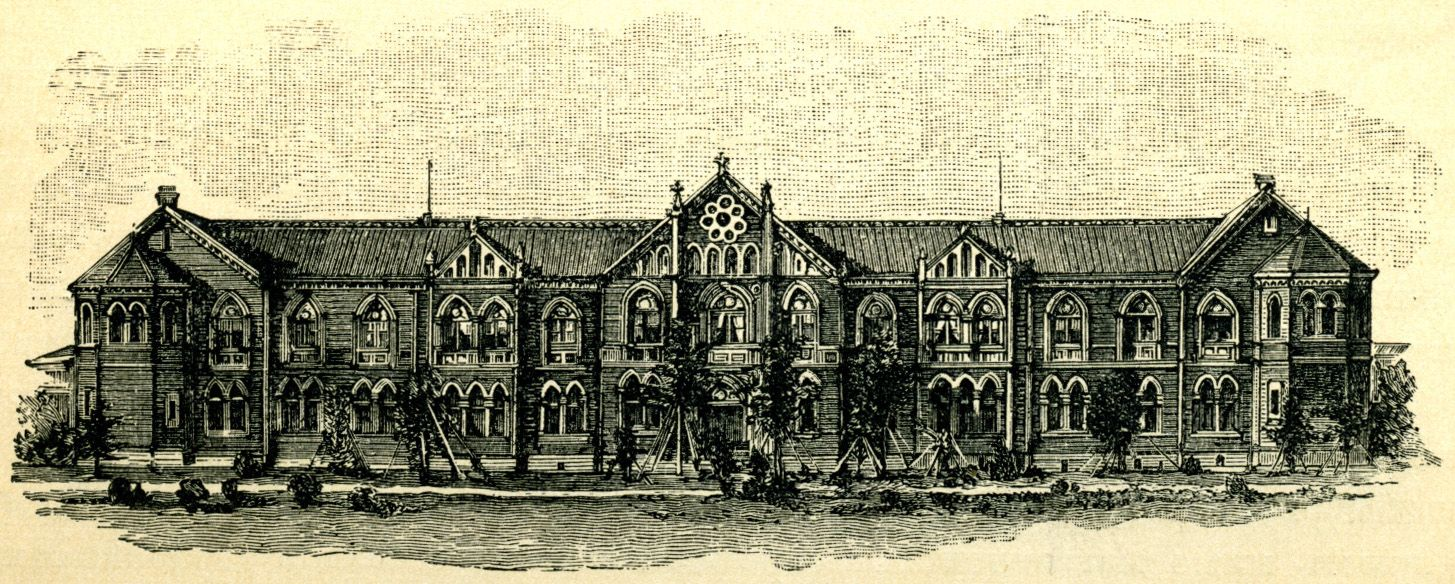
1902年（明治35年）法学部校舎
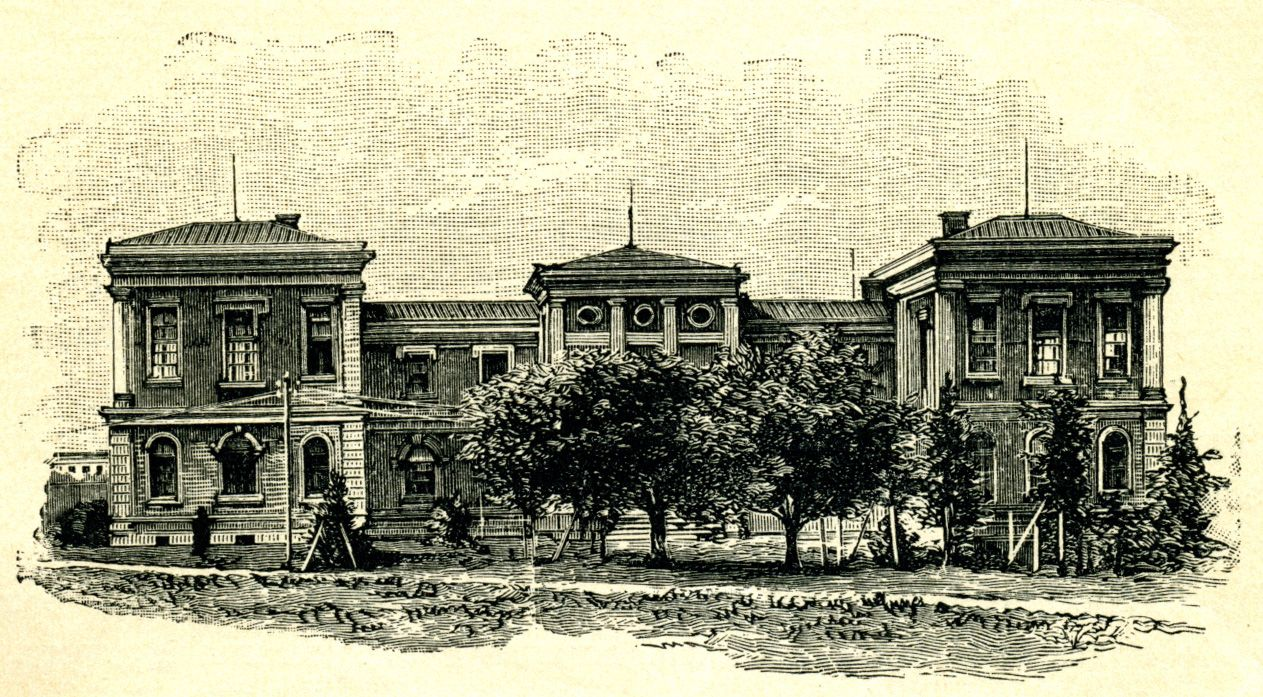
1902年（明治35年）物理研究塔
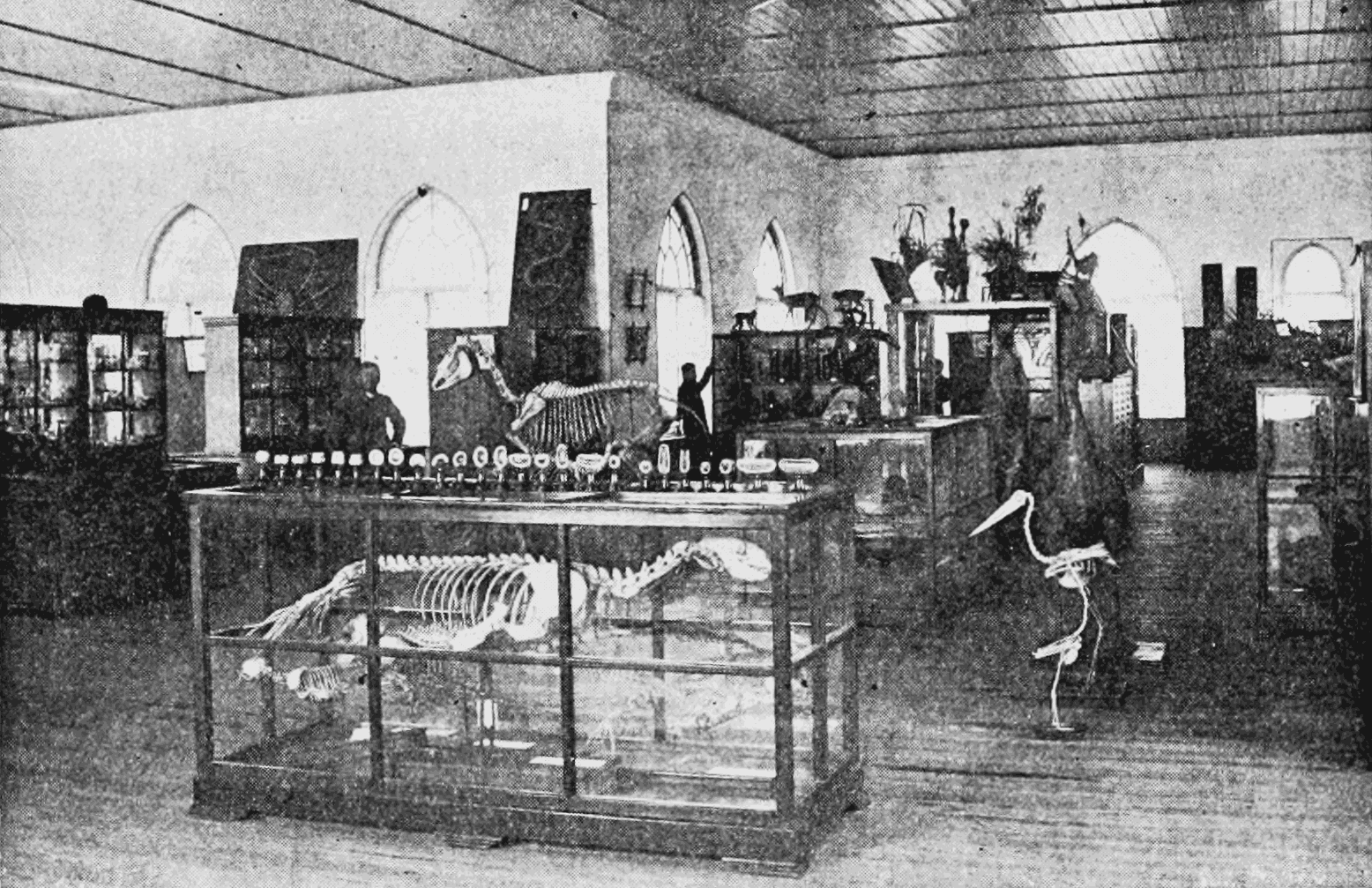
1904年的校設考古博物館
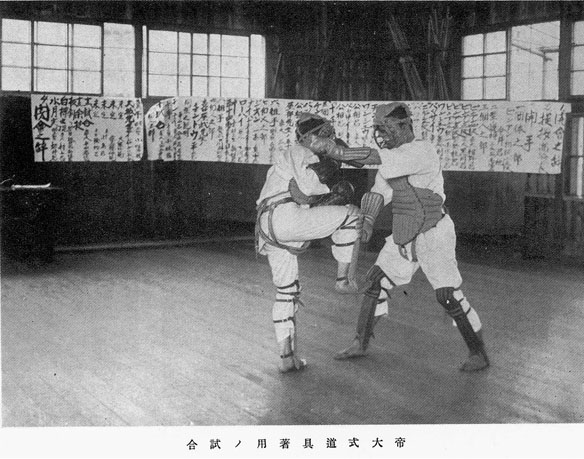
1929年拳擊社

### 年表
以下年表主要来源于东京大学官方网站。

#### 明治
- 1877年（明治10年）4月12日 東京開成學校与東京醫學校合并成立东京大學
- 1878年（明治11年）12月 文部省授予東京大學學位（學士号）授予权
- 1879年（明治12年）4月 東京大學具有法學士、理學士、文學士、醫學士、製藥士學士授予权
- 1880年（明治13年）8月 法理文3學部设立學士研究科（大學院前身）
- 1881年（明治14年）6月 制定東京大學职位制（设立总理一职，统筹4學部及予備門）
- 1884年（明治17年）10月 设立東京大學副總理一职
- 1885年（明治18年）9月 東京法學校（司法省法學校）同法學部合并；由理學部分割设立工艺學部
- 1886年（明治19年）3月 吸收合并工部大學校，根據帝國大學令更名为「帝國大學」。首任校长为慶應義塾出身的渡邊洪基。根據同年实施的私立法律學校特別監督条規，东大在五大法律學校监督下运作。
- 1887年（明治20年）7月 分科大學卒業生分別授予法學士、醫學士、藥學士、工學士、文學士、理學士
- 1888年（明治21年）11月 设立東京天文台
- 1890年（明治23年）6月 吸收合并東京農林學校，设立農科大學
- 1897年（明治30年）6月 随着京都帝國大學的设立更名为「東京帝國大學」

#### 大正
- 1916年（大正5年）4月 设立傳染病研究所
- 1919年（大正8年）2月 废除分科大學制改學部制，增设經濟學部
- 1921年（大正10年）
  - 4月 學年设为4月1日起至翌年3月31日
  - 7月 设立航空研究所
- 1925年（大正14年）11月13日 设立地震研究所

#### 昭和（旧制）
- 1939年（昭和14年）1月 受平賀肅學影响，經濟學部处于停摆状态
- 1941年（昭和16年）11月 设立東洋文化研究所
- 1942年（昭和17年）3月 于千葉県千葉市设立第二工學部
- 1944年（昭和19年）1月 设立南方自然科學研究所
- 1945年（昭和20年）1月 设立輻射線化學研究所
- 1946年（昭和21年）
  - 3月 南方自然科學研究所改組设立为立地自然科學研究所，航空研究所改组设立为理工學研究所
  - 8月 设立社会科學研究所
- 1947年（昭和22年）9月 更名为“东京大學”

#### 昭和（新制）
- 1949年（昭和24年）5月 合并旧制第一高等學校、旧制東京高等學校高等科，改制为新制東京大學。设立教養學部、教育學部。设立新聞研究所。
- 1950年（昭和25年）
  - 废除輻射線化學研究所
  - 5月 文學部附属史料編纂所变更为東京大學附置研究所（東京大學史料編纂所）
- 1951年（昭和26年）3月 设立教育學部附属中學校、高等學校，改组第一工學部、第二工學部
- 1952年（昭和27年） 废除立地自然科學研究所
- 1953年（昭和28年）
  - 3月 设立新制大學院（人文科學、社会科學、数物系、化學系、生物系5研究科）
  - 7月 设立應用微生物學研究所、宇宙射线观測所（全國共同利用研究所）
- 1955年（昭和30年）3月 设立原子核研究所并作为全國共同利用研究所使用
- 1957年（昭和32年）4月 设立物性研究所并作为全國共同利用研究所使用
- 1958年（昭和33年）4月 设立藥學部設置。理工學研究所改组并设立航空研究所
- 1962年（昭和37年）4月 将前期課程4科類（文科一類、二類、理科一類、二類）改制为6科類（文科一類、二類、三類、理科一類、二類、三類）；设立海洋研究所并作为全國共同利用研究所使用
- 1963年（昭和38年）4月 改组大學院人文科學研究科、社会科學研究科，设立人文科學、教育學、法學政治學、社会學、經濟學5研究科
- 1964年（昭和39年）4月 改组航空研究所设立宇宙航空研究所并作为全國共同利用研究所使用
- 1965年（昭和40年）4月 改组大學院数物系研究科、化學系研究科、生物系研究科，设立理學系、工學系、農學系、醫學系、藥學系5研究科
- 1967年（昭和42年）6月 改组传染病研究所，设立醫科學研究所
- 1969年（昭和44年）2月 受東大紛争影响，当年未有新入學
- 1976年（昭和51年）5月 改组宇宙線観測所为宇宙線研究所
- 1981年（昭和56年）4月 废除宇宙航空研究所并入宇宙科學研究所
- 1983年（昭和58年）4月 设立大學院總合文化研究科
- 1987年（昭和62年）5月 设立先端科學技術研究中心
- 1988年（昭和63年）7月 废除東京天文台并入國立天文台

#### 平成
- 1991年（平成3年）4月 开始实行大學院重点化
- 1992年（平成4年）4月 设立大學院数理科學研究科
- 1993年（平成5年）4月 改组應用微生物學研究所为分子細胞生物學研究所
- 1994年（平成6年）
  - 4月 大學院農學系研究科更名为大學院農學生命科學研究科
  - 6月 地震研究所作为全國共同利用研究所使用
- 1995年（平成7年）4月 废除大學院社会學研究科，人文科學研究科改组为人文社会系研究科
- 1997年（平成9年）4月 大學院重点化结束；废除原子核研究所并入高能加速器研究機構
- 1998年（平成10年）4月 设立大學院新領域創成科學研究科
- 2000年（平成12年）4月 设立大學院情報學環、學際情報學府；教育學部附属中學校、高等學校转为中等教育學校
- 2001年（平成13年）4月 设立大學院情報理工學系研究科
- 2003年（平成15年）3月 制定東京大學憲章
- 2004年（平成16年）4月 成为「國立大學法人東京大學」；设立特別榮誉教授制度；大學院改组；先端科學技術研究中心转为附置研究所
- 2005年（平成17年）4月 作为全學海外學術交流據点设立北京代表所
- 2006年（平成18年）1月 加入國際研究型大學聯合會 (IARU)
- 2007年（平成19年）10月 加入「数物連携宇宙研究機構」
- 2010年（平成22年）4月 海洋研究所、氣候系统研究中心合并改组为大氣海洋研究所
- 2014年（平成26年）1月 平成28年度开始停止後期日程試驗入學者選抜，导入推薦入試制度[19]
- 2017年（平成29年）6月 成为指定國立大學法人

## 校區
東京大學根據教育與研究內容的不同設有三個校區。駒場校區主要負責教養課程、本郷校區進行專業教育，柏校區則主要負責研究所課程。另外在研究內容方面，本郷校區從事傳統學術領域研究，駒場校區則從事跨領域學術研究、柏校區則从事新領域研究。這樣的體制在以根據學部分校區為主的日本較為罕見。同時，將教養課程分立設置在日本也是較為罕見的存在。
- 本鄉總校區：東京都文京區 40.27公頃
- 淺野校區：東京都文京區 4.37公頃
- 彌生校區：東京都文京區 11.28公頃
- 理學系研究科附屬植物園：東京都文京區 16.08公頃
- 駒場校區：東京都目黑區 35.20公頃
- 教育學部附屬中等教育學校、海洋研究所：東京都中野區 4.87公頃
- 白金校區：東京都港區 7.2公頃
- 農學生命科學研究科附屬農場：東京都西東京市 31.36公頃
- 三鷹校區：東京都三鷹市 6.88公頃
- 農學生命研究科附屬牧場：茨城縣西茨城郡 36.12公頃
- 柏校區（日语：東京大学柏地区キャンパス）（宇宙線研究所（日语：東京大学宇宙線研究所）、物性研究所（日语：東京大学物性研究所）、新領域創成研究科（日语：東京大学大学院新領域創成科学研究科））：千葉縣柏市 23.75公頃
- 檢見川校區：千葉縣千葉市 32.3公頃
- 農學生命科學研究科附屬農場二宮果樹園：神奈川縣中郡 3.93公頃
- 醫科學研究所附屬奄美病害動物研究設施：鹿兒島縣大島郡 0.88公頃
- 農學生命科學研究科附屬愛知演習林： 愛知縣瀨戶市 1,264.63公頃

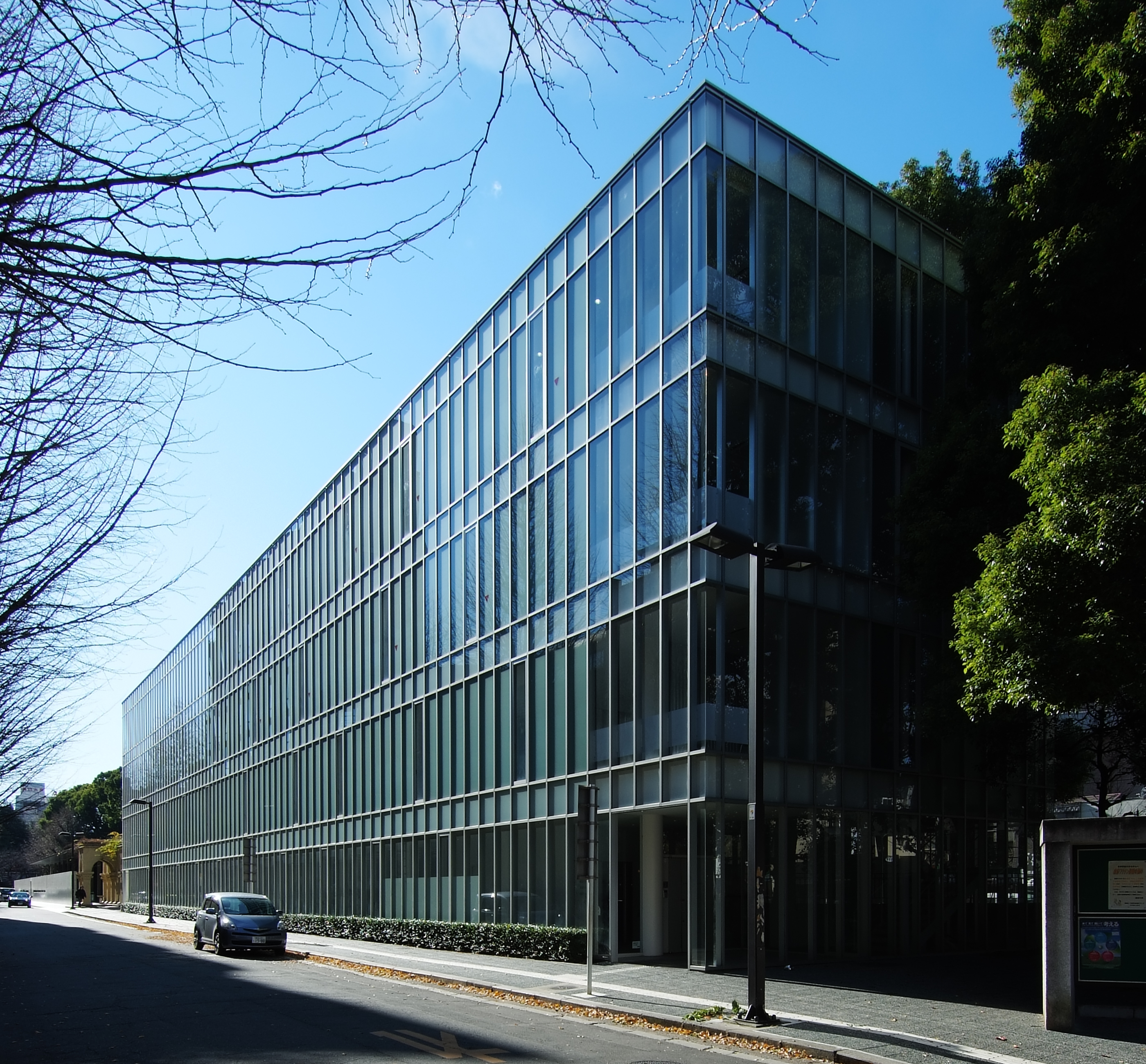
法学政治学系総合教育楼，槇文彦設計
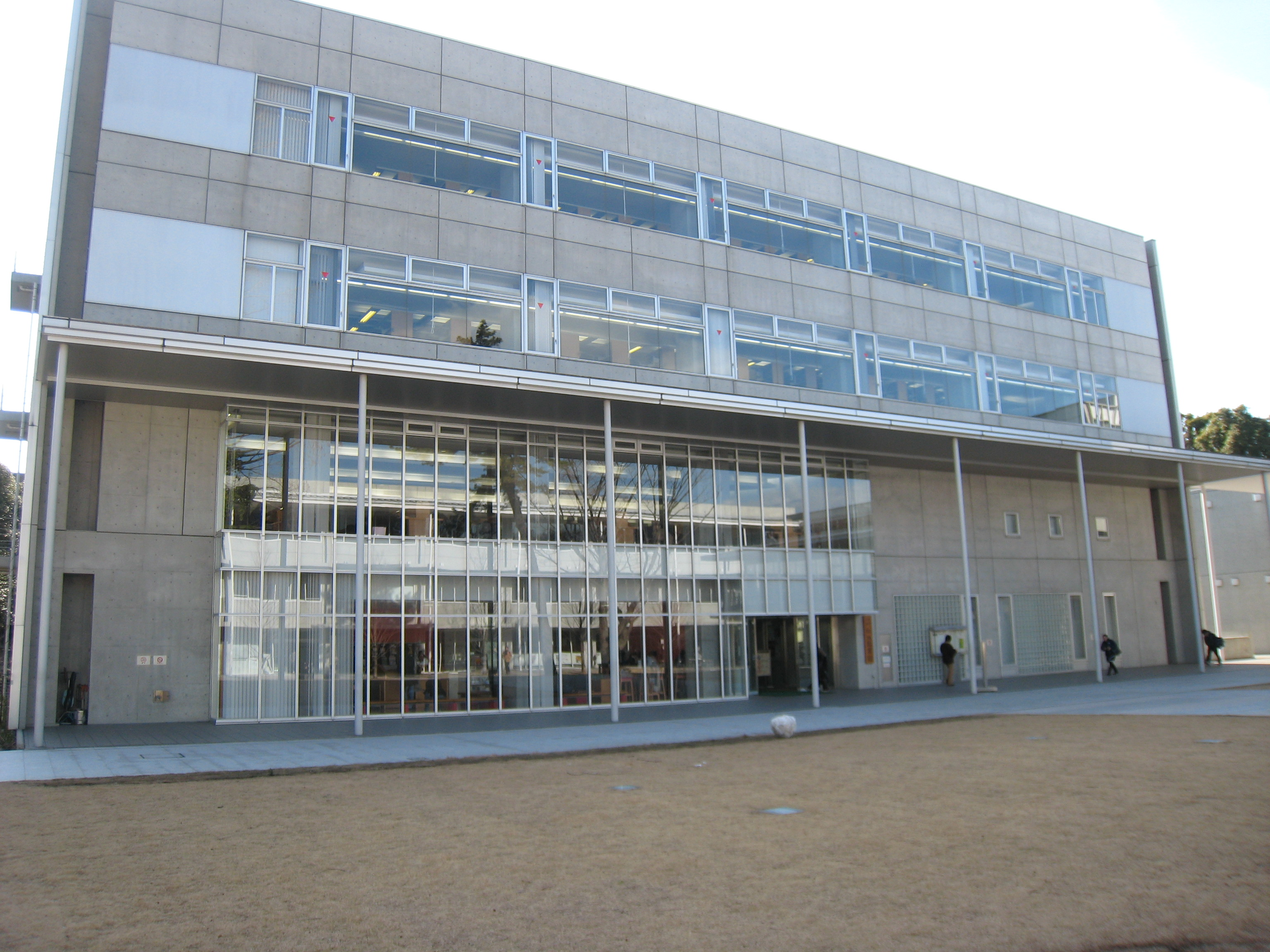
駒場图书館
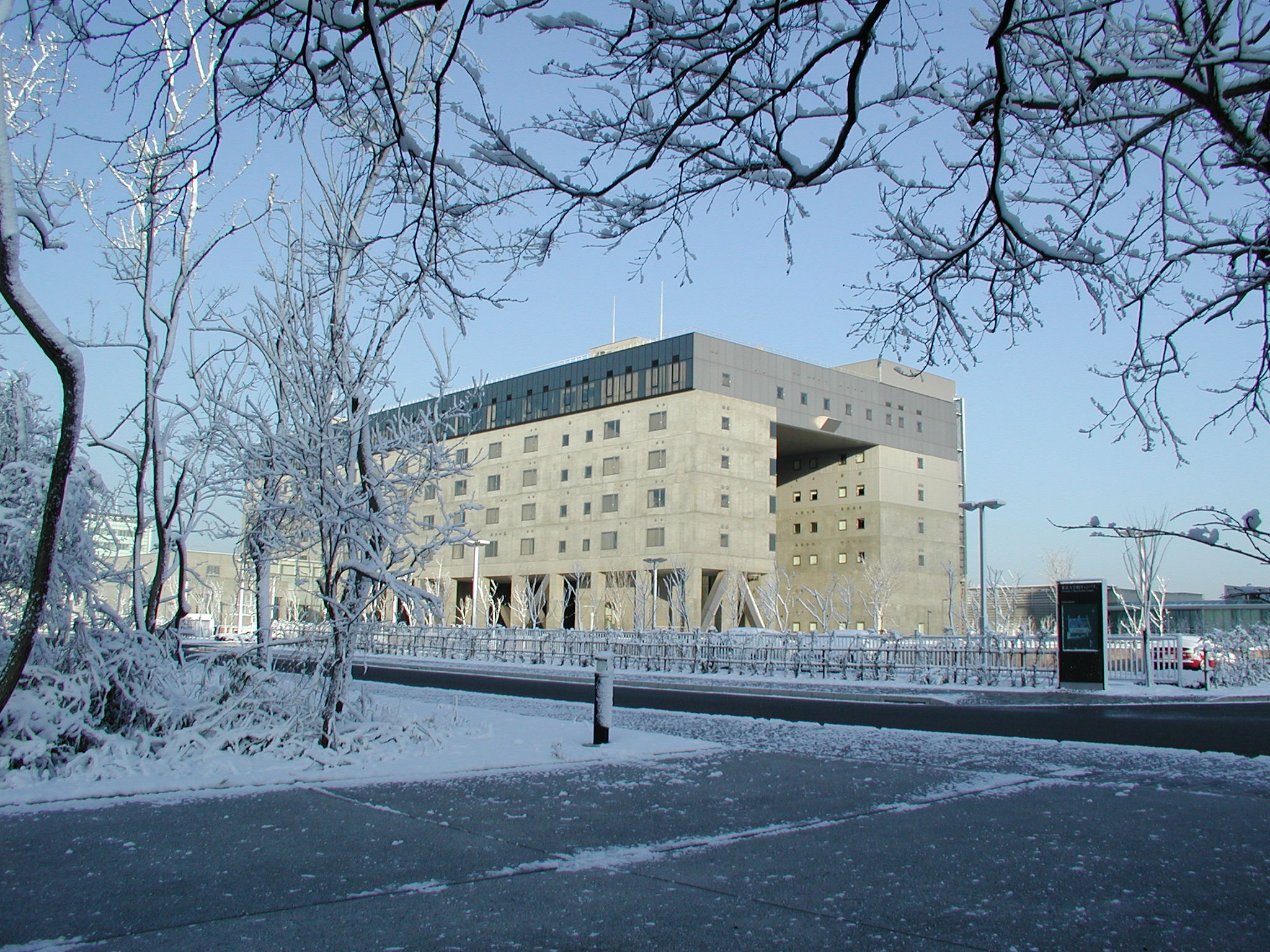
東京大学物性研究所本館（A棟） （千葉县柏市）
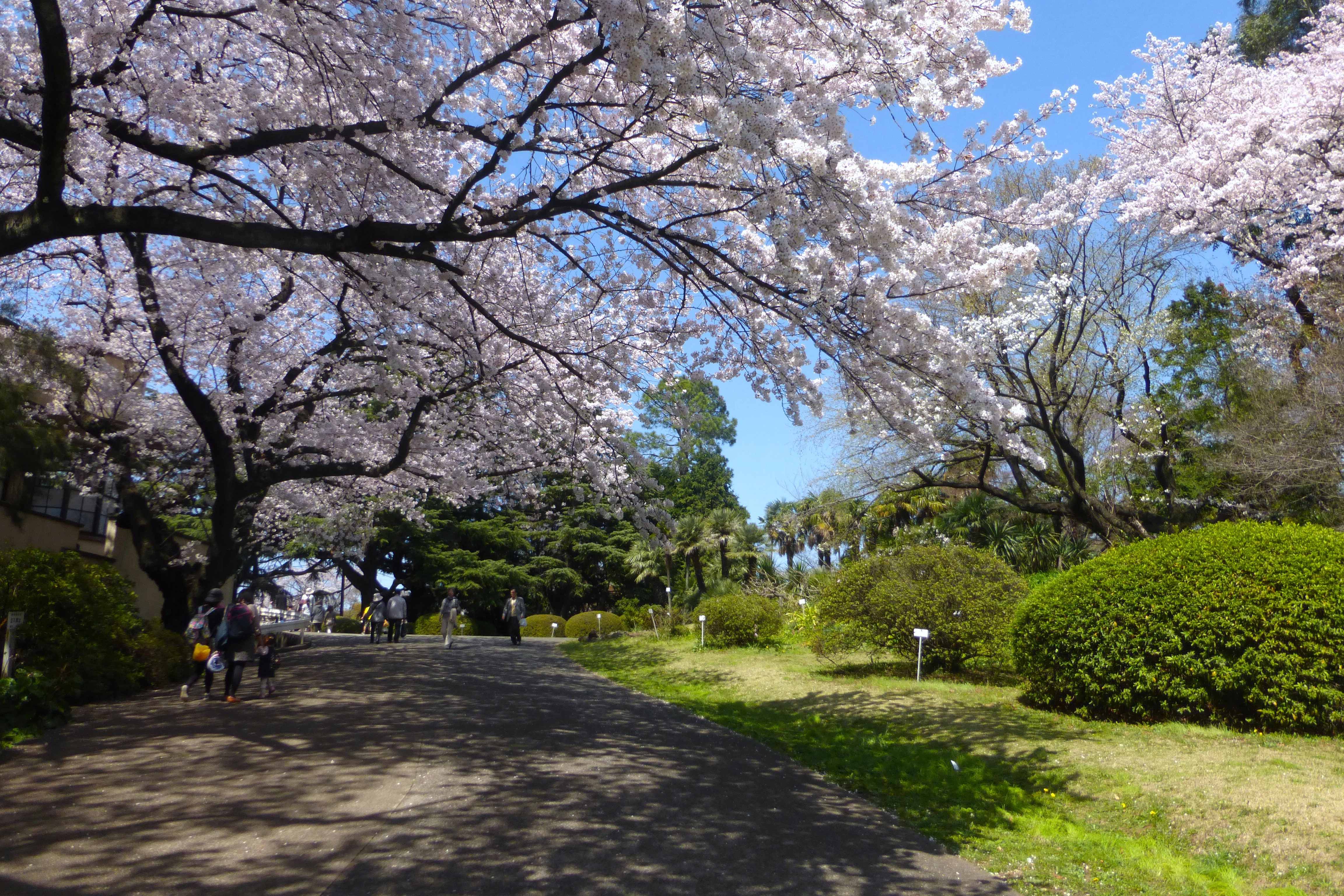
理学系研究科附属植物園

#### 圖書館

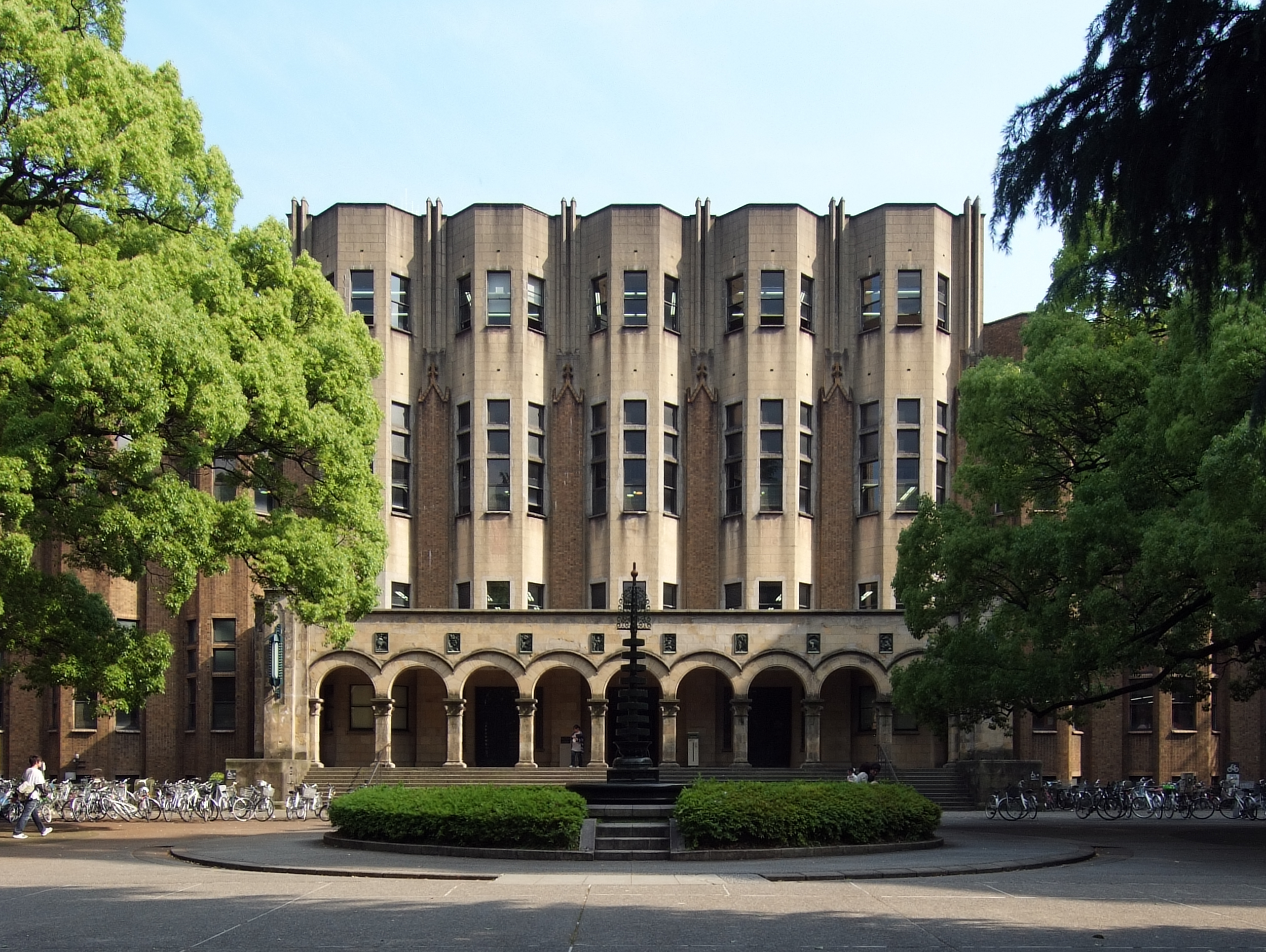
東京大學綜合圖書館

東京大學附屬圖書館創立於1877年，圖書館在1923年時的大地震完全付之一炬。新的總圖書館於1928年接受洛克菲勒基金的贊助興建。整個東京大學圖書館包括總圖書館及60餘個系所分館。總圖書館包括地上五樓及地下一樓，面積為17,850平方公尺。圖書館下設有圖書館委員會，負責全校圖書館館務政策之決定。各系所圖書館在行政完全獨立，總圖書館僅處理整合及協調的工作。藏書圖書館7,800,000冊，但鍵入OPAC的只有2,800,000冊，讀者除了透過網絡檢索數據，也可經由手機查詢圖書館的數據，現有館員連同分館共有237人，期刊有38,200種。但在總館的藏書就有1,105,440冊，期刊7,101種，典藏以共通及一般圖書為主，各所圖書館分館之收藏以其學科主題範圍為主，提供研究有關的資料及各項相關服務。另在總圖書館設有一國際資料室，收藏全國各圖書館之國際研究相關數據，並開放供各界使用。
東京大學圖書館的自動化在線公用目錄採用國立情報研究所建置的聯合書目數據庫系統(NACSIS)，主要用於聯合編目及在線查詢與檢索，此系統涵蓋日本全國約五百所大學及研究機構等圖書館的圖書與學術期刊書目數據，提供圖書館之間的檢索服務、數據下載、館際互借及文獻影印等之參考。 1986年6月正式開放網絡聯機及提供公用目錄(OPAC)服務。
圖書數據之數字化於1997年開始，由資訊部門（基盤中心）、教育部門及圖書館等單位共同規劃，在該計劃中，圖書館較偏重於數據提供的角色。目前有150,000冊的書可以經由書名或作者查詢圖書目次，另有電子全文數據庫如江戶時期的霞亭文庫、自然真營道、經濟學家凱因斯與哈羅德的文稿資料及19與20世紀的珍善本書等。

### 象徵

#### 象徵色
東大的象徵色為淡青（ライトブルー）。這是東京大學賽艇部在1920年9月24日，第一次與京都大學賽艇競賽時決定所乘舟艇的顏色，京都大學為濃青，而東京大學為淡青。
除此之外，各學部也有自己的象徵色：
- 法學部 - 綠色
- 醫學部 - 紅色
- 工學部 - 白色
- 理學部 - 樺色
- 農學部 - 紫色
- 經濟學部 - 青色
- 教養學部文科 - 黑色
- 教養學部理科 - 黃色
- 教育學部 - 橙色
- 藥學部 - 胭脂色

## 歷任總長（校長）

### 東京大學
- 加藤弘之 1877年4月
- 池田謙齋 1877年4月
- 加藤弘之 1881年7月

### 帝國大學
- 渡邊洪基 1886年3月
- 加藤弘之 1890年5月
- 濱尾新 1893年3月
- 外山正一 1897年3月

### 東京帝國大學
- 菊池大麓 1898年5月
- 山川健次郎 1901年6月
- 松井直吉（兼）1905年12月
- 濱尾新 1905年12月
- 山川健次郎 1913年5月
- 古在由直 1920年9月
- 小野塚喜平次 1926
- 長與又郎 1934年12月
- 平賀讓 1938年12月
- 内田祥三 1943年3月
- 南原繁 1945年12月

### 東京大學
- 矢內原忠雄 1951年12月
- 茅誠司 1957年12月
- 大河内一男 1963年12月
- 加藤一郎 1969年4月
- 林健太郎 1973年4月
- 向坊隆 1977年4月
- 平野龍一 1981年4月
- 森亘 1985年4月
- 有馬朗人 1989年4月
- 吉川弘之 1993年4月
- 蓮實重彦 1997年4月
- 佐佐木毅 2001年4月
- 小宮山宏 2005年4月
- 濱田純一 2009年4月
- 五神真 2015年4月
- 藤井輝夫 2021年4月

## 組織

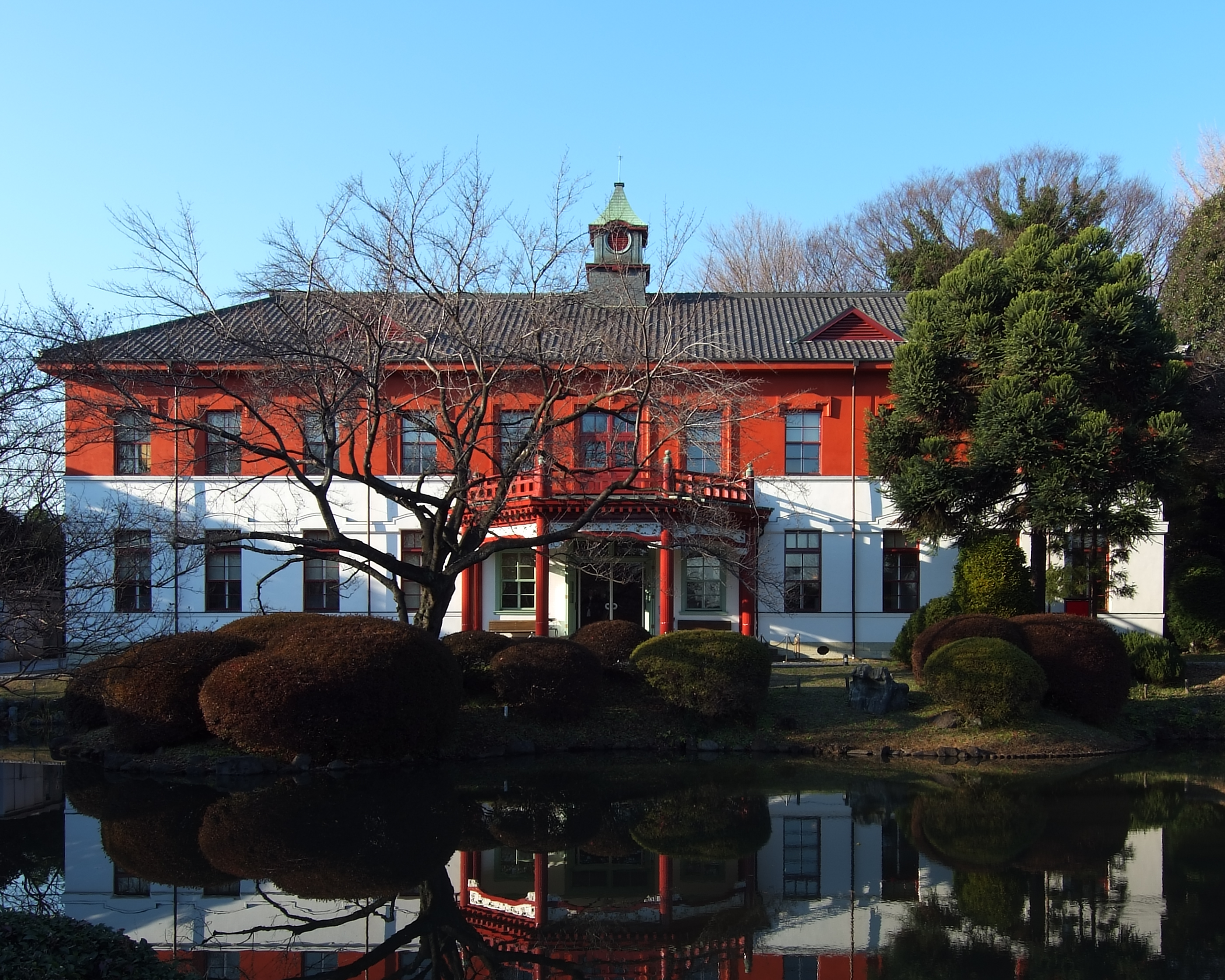
總合研究博物館小石川分館

东京大学在创校之初并未有明文化其建校精神。但随着国立大学法人化，现在制定有《东京大学宪章》。

### 学部
學部生畢業後可領得學士學位。
- 法学部
  - 第1類（法学综合课程）
  - 第2類（法律專業课程）
  - 第3類（政治课程）
- 医学部
- 工学部
- 文学部
  - 思想文化学科
  - 历史文化学科
  - 语言文化学科
  - 行动文化学科
- 理学部
- 农学部
  - 应用生命科学课程
  - 环境资源科学课程
  - 兽医学课程
- 经济学部
  - 经济学科
  - 经营学科
  - 金融学科
- 教养学部
  - 教养学科
  - 学际科学科
  - 统合自然科学科
- 教育学部
- 药学部

### 大學院
大學院生學習相應課程畢業後可領得碩士或博士學位。

| - 人文社会系研究科 - 次世代人文學開發中心 - 北海文化研究常呂實習施設 - 死生學・應用倫理中心 - 日本經濟国際共同研究中心 - 教育学研究科 - 学校教育高度化中心 - 身心障礙教育開發研究中心 - 法学政治学研究科 - 商業法・比較法政研究中心 - 近代日本法政史料中心 - 经济学研究科 - 日本經濟国際共同研究中心（CIRJE） - 金融教育研究中心（CARF） - 經營教育研究中心（MERC） - 综合文化研究科 - 全球地域研究機構（IAGS） - 國際環境学教育機構 - 國際日本研究教育機構 - 公共政策大學院（公共政策学合作研究部・教育部） - 数理科学研究科 | - 理学系研究科 - 小石川植物園 - 臨海實驗所 - 光譜化学研究中心 - 地殻化学實驗施設 - 天文学教育研究中心（IoA） - 原子核科学研究中心（CNS） - 大霹靂宇宙国際研究中心（RESCEU） - 超高速強光子場科学研究中心（CUILS） - 遺傳子實驗施設 - 光子科學研究機構 - 工学系研究科 - 水環境控制研究中心（RECWET） - 量子相電子工學研究中心（QPEC） - 綜合研究機構（IEI） - 能源・資源邊境中心（FRCER） - 光量子科学研究中心（UT-PSC） - 国際工学教育推進機構（IIIEE） - 医療福祉工学開發評價研究中心（MDRRC） - 彈性工学研究中心 - 药学系研究科 - 藥用植物園 | - 医学系研究科 - 疾患生命工学中心（CDBIM） - 医学教育国際研究中心（IRCME） - 农学生命科学研究科 - 生態調和農学機構（ISAS） - 實習林 - 高等動物教育研究中心 - 動物医療中心 - 水圈生物教育研究中心 - 新领域創成科学研究科 - 生涯運動健康科学研究中心 - 組學資訊中心 - 顯微鏡學中心 - 功能蛋白質組學中心（FPXC） - 革新複合材学術研究中心（TJCC） - 資訊理工学系研究科 - 社會ICT研究中心 - 資訊学環·学際資訊学府 - 社会資訊研究資料中心（MSSA） - 綜合防災情報研究中心（CIDIR） - 普及資訊社会基盤研究中心 - 現代韓国研究中心（CCKS） |

### 附属研究所
| - 醫科學研究所（1967年設置） - 地震研究所（1925年設置） - 东洋文化研究所（1941年設置） - 社会科学研究所（1946年設置） | - 生产技术研究所 - 史料彙編研究所 - 分子細胞生物學研究所 - 宇宙线研究所 | - 物性研究所 - 大氣海洋研究所 - 先端科學技術研究中心 |

## 校友
截至2018年，東京大學校友共有16名內閣總理大臣（首相），佔歷來總理大臣人數的四分之一。10位東大教職員及校友獲得諾貝爾獎。另有2位論文博士（非校友）也是諾貝爾獎得主：朝永振一郎（1965物理）、大村智（2015醫學）。
此外，東大校友計有1人获數學界最高榮譽菲尔兹奖、3人獲建築界最高榮譽普立茲克建築獎、5人成為太空人。

東京大學諾貝爾獎、菲尔兹奖得主（2021年官方紀錄）
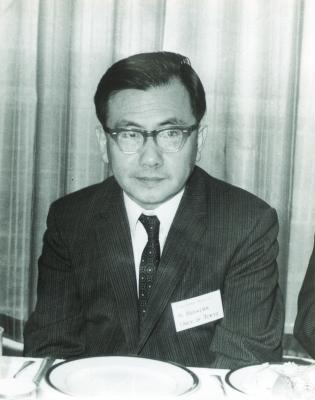
小平邦彥，1954年菲爾茲獎
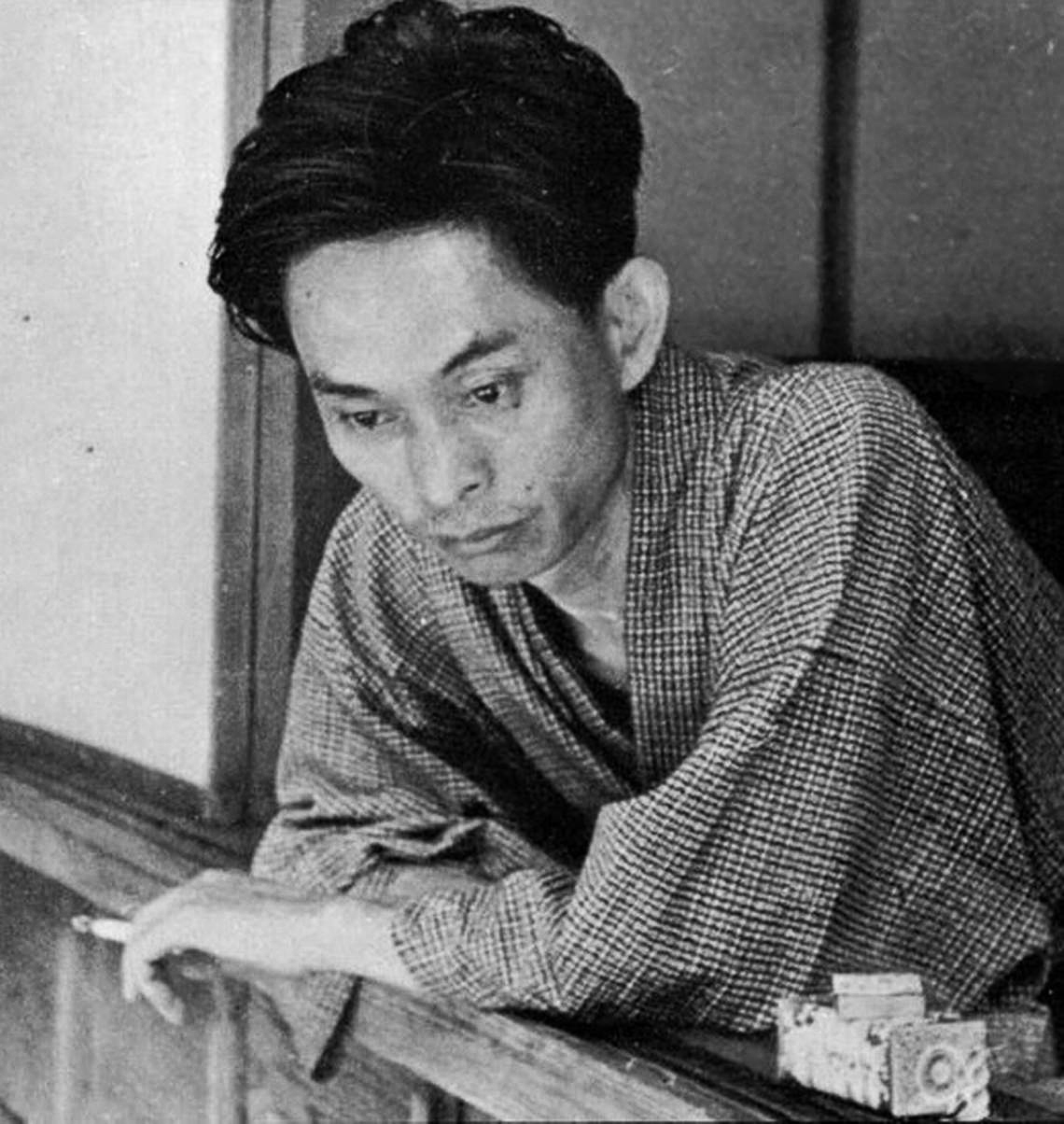
川端康成，1968年文學獎
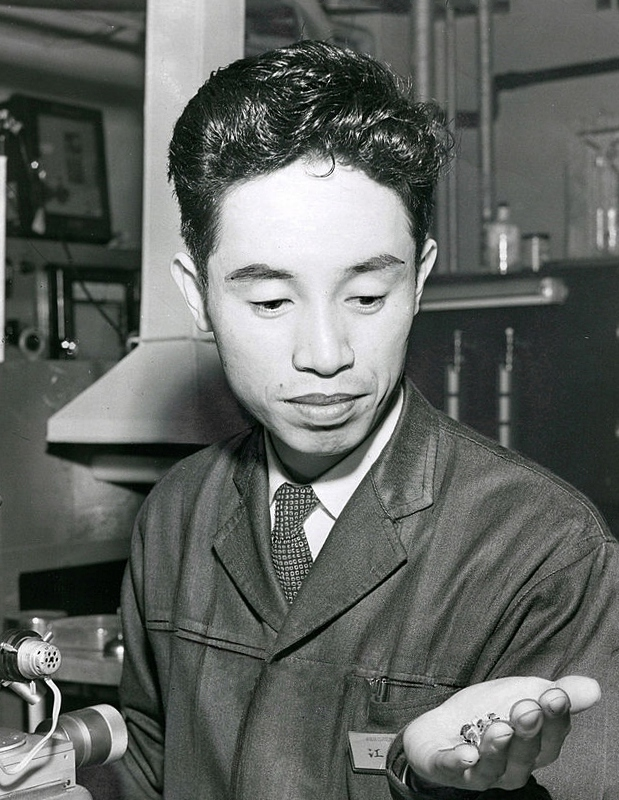
江崎玲於奈，1973年物理學獎
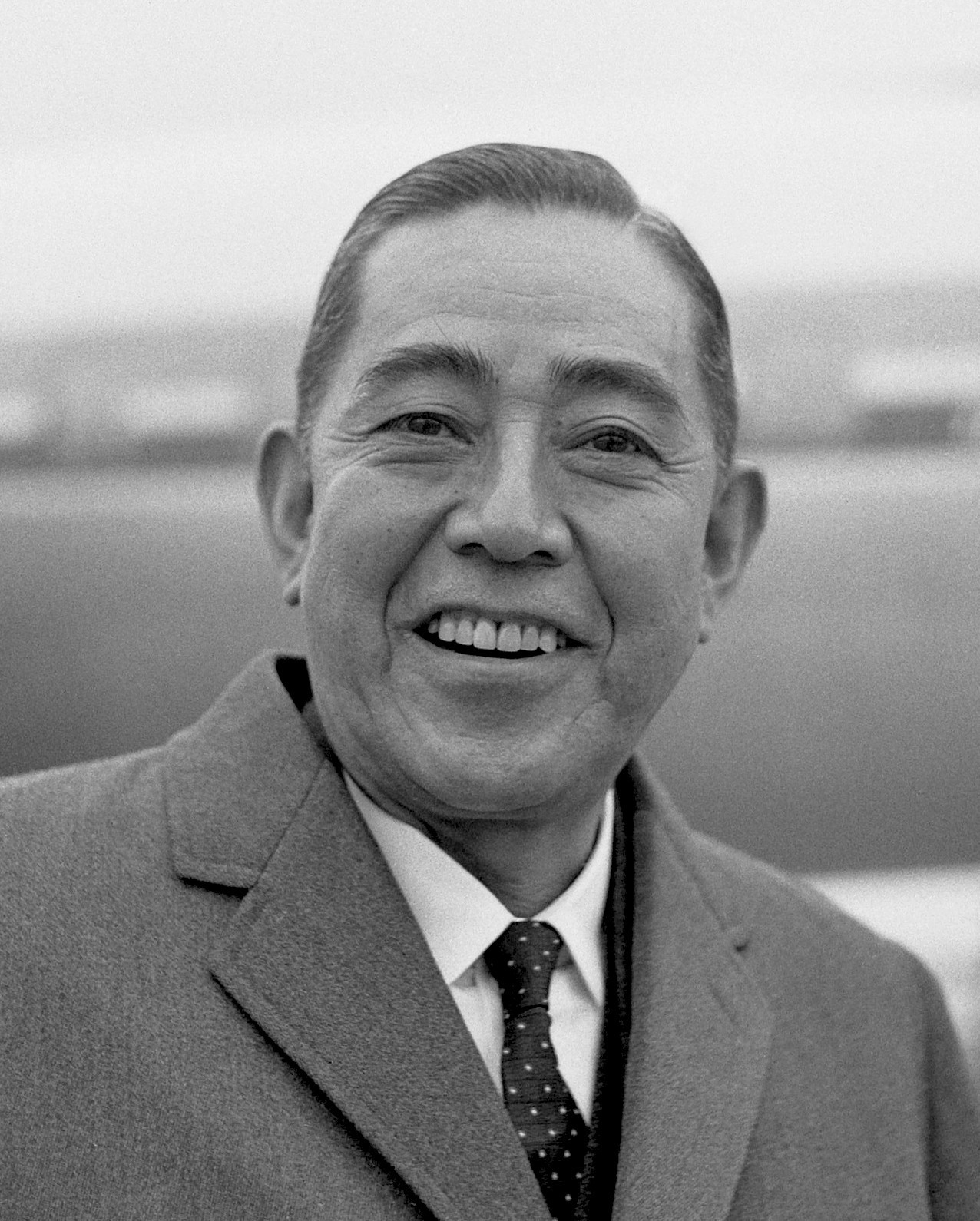
佐藤榮作，1974年和平獎
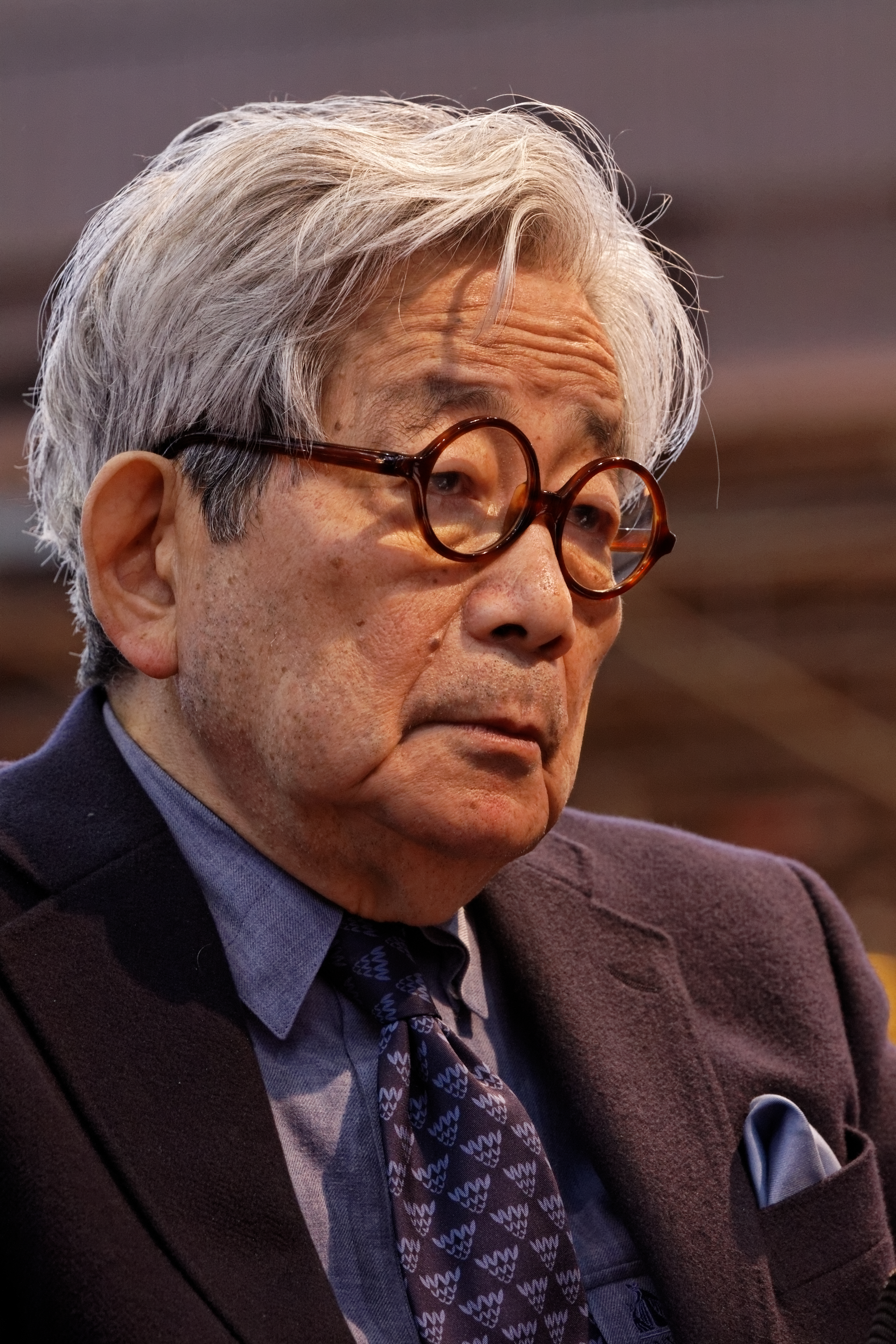
大江健三郎，1994年文學獎
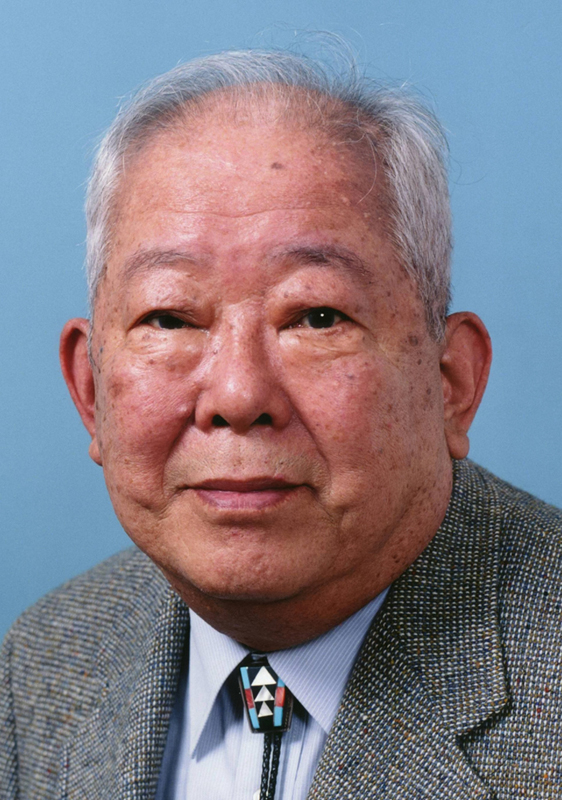
小柴昌俊，2002年物理學獎
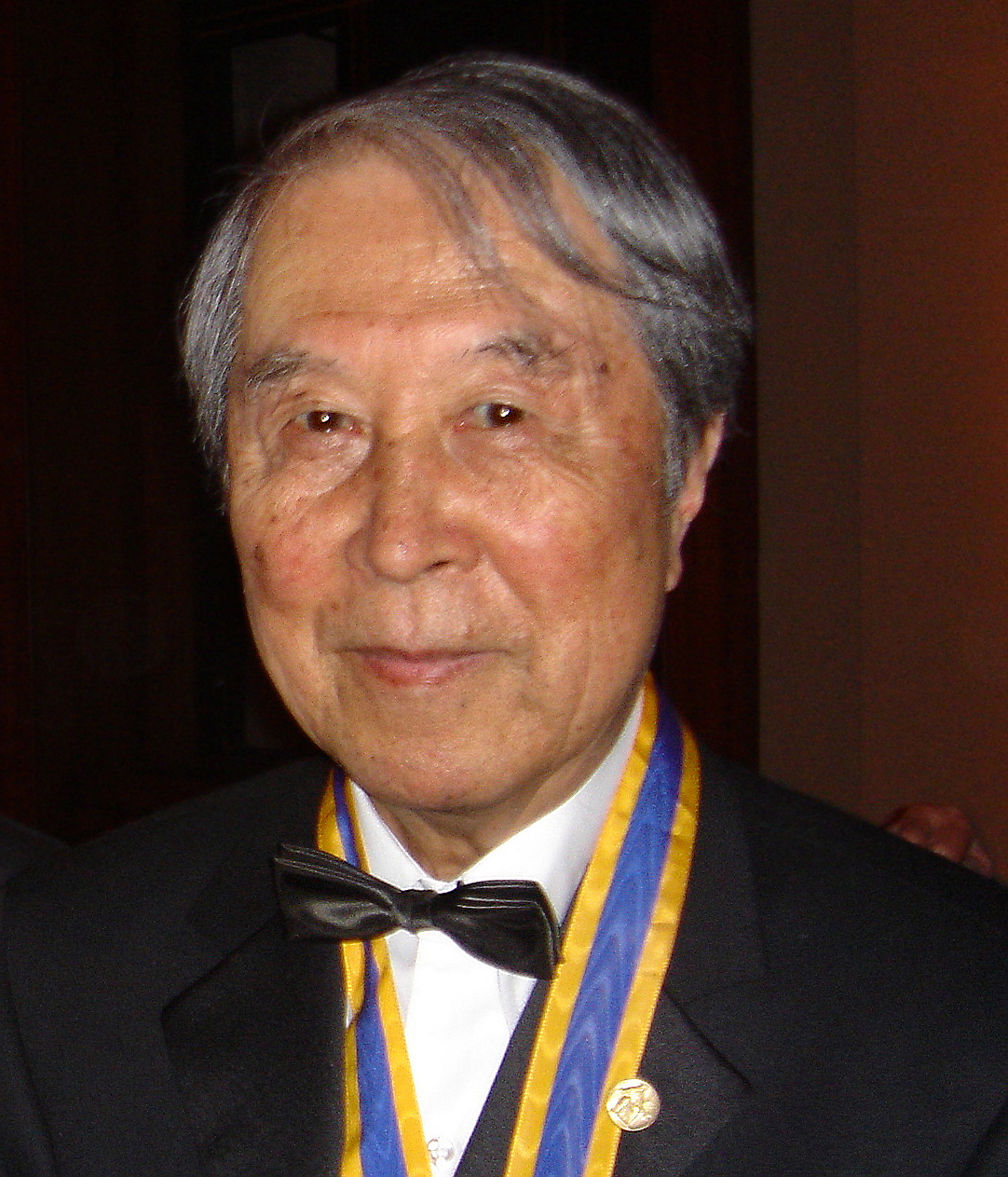
南部阳一郎，2008年物理學獎
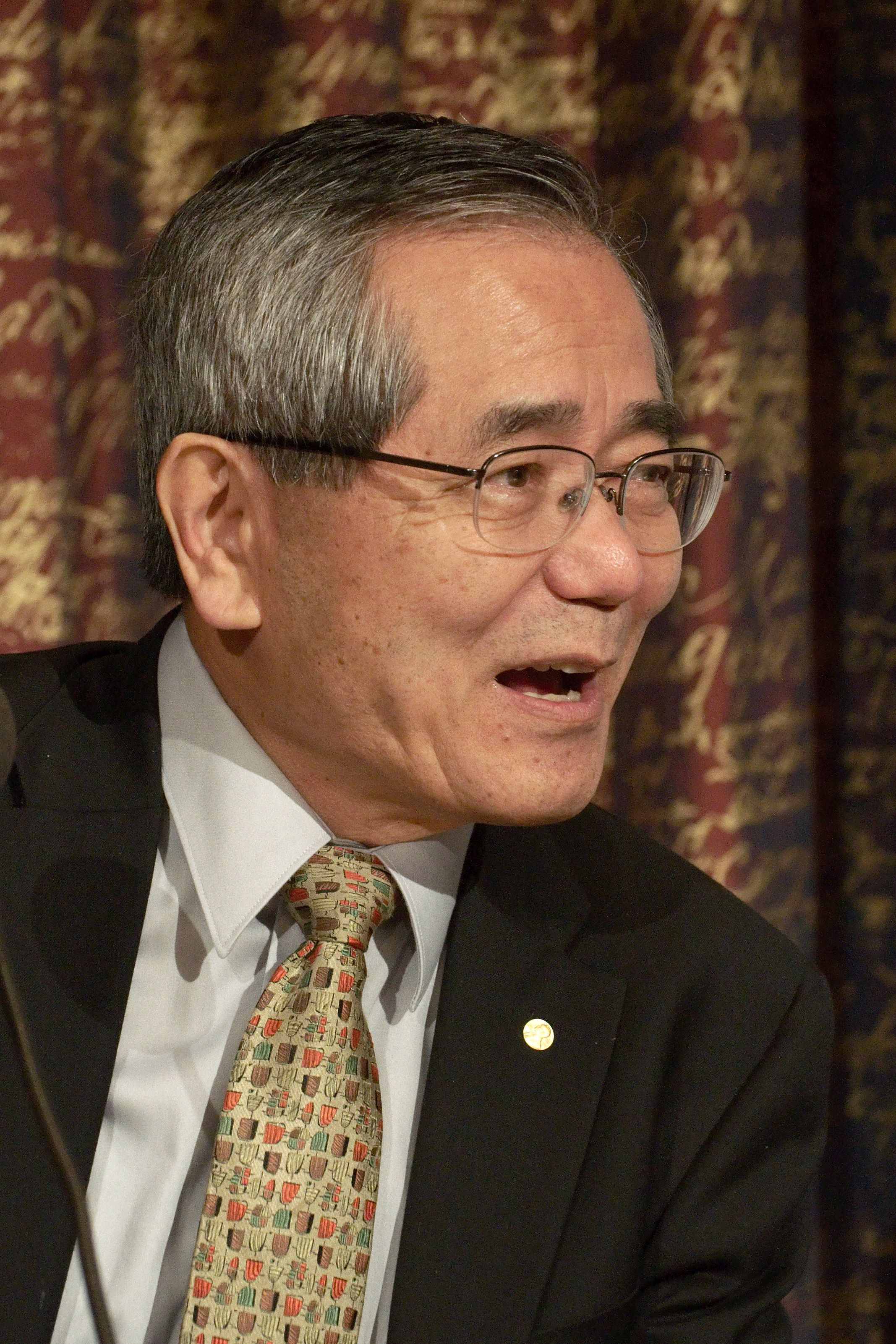
根岸英一，2010年化學獎
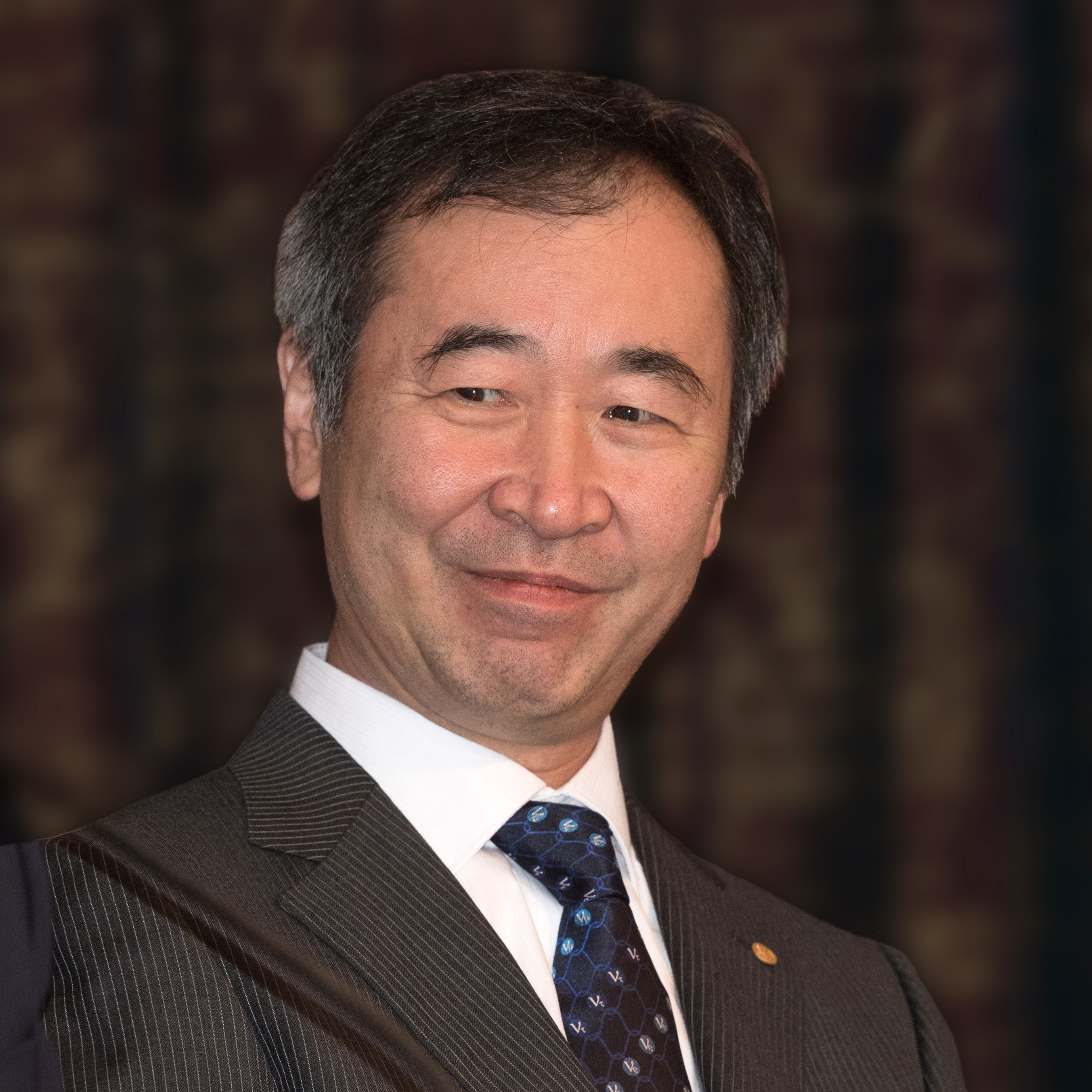
梶田隆章，2015年物理學獎
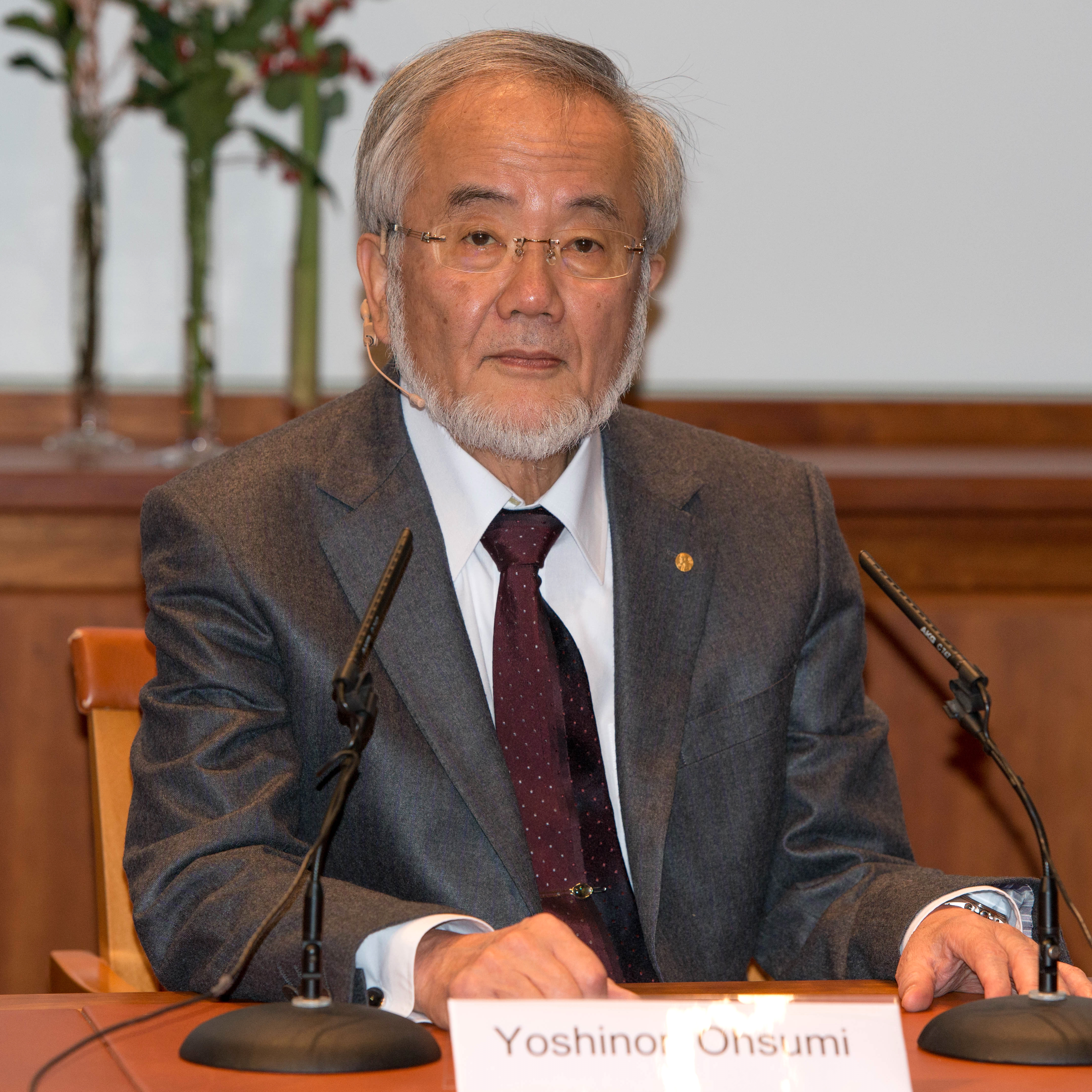
大隅良典，2016年生理學或醫學獎
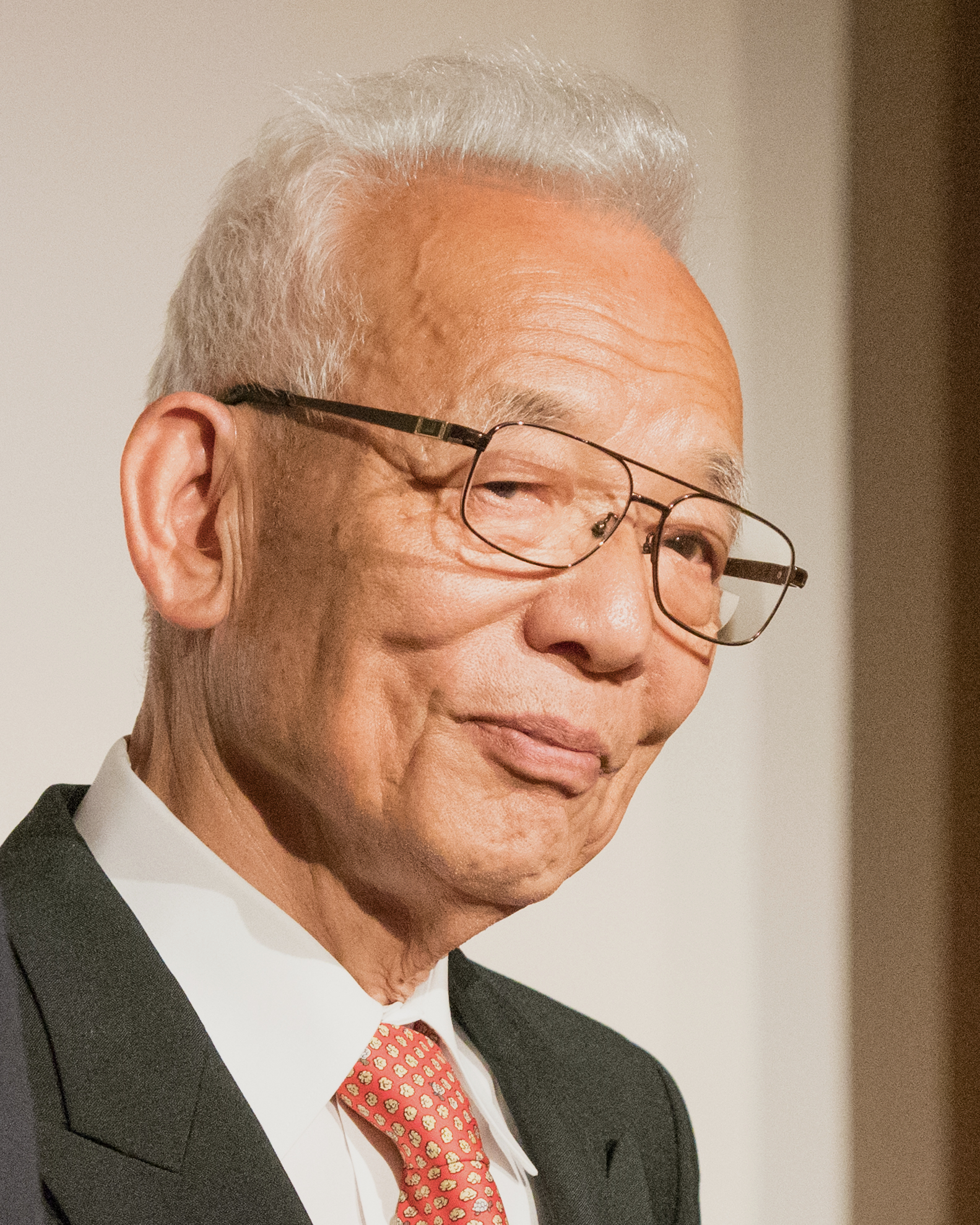
真鍋淑郎，2021年物理學獎

## 影響

### 重大事件
- 東大潑潑羅案件
- 東京大學事件 - 東大安田講堂事件
- 宇都宮醫院事件
- 東大駒場騒動（日语：東大駒場騒動）
- SIGN研究[22]
- 加藤茂明（日语：加藤茂明）論文醜聞[23]
- 纈沙坦事件（日语：ディオバン事件）[24][25]
- 匿名者A大規模論文醜聞（日语：匿名Aによる論文大量不正疑義事件）[26]
- 2016年東大醫學部造假事件
- 東京大学誕生日研究会事件[27]
- Ordinary researchers（日语：Ordinary researchers）22篇論文醜聞[28]
- Mytraclip手術致死隱匿事件[29]
- 教養學部・總合文化研究科內定錄取教授取消事件[30]

### 出版物
- 1952年（昭和27年）10月1日，東京大学創立75年紀念郵票（面額10円）正式發行。